# Не персе
Не персе (на английски: Nez Perce) е индиански народ в Съединените американски щати. Доминиращо племе в южната част на Платото. Преди европейския контакт контролират територия от 69 000 км2, простираща се около средните части на реките Снейк Ривър и Клиъруотър и северната част на басейна на Салмън Ривър в централно Айдахо и прилежащите части на Орегон и Вашингтон.
Племето може би е най-известно с битките си с армията на САЩ по време на Войната не персе от 1877 г., когато 750 членната група Уалоуа, водена от вожда Джоузеф ловко се измъква от преследващите я над 2000 редовни американски войници в продължение на 4 месеца, които я следват 1600 мили през пресечения терен на Айдахо, Уайоминг и Монтана. Групата най-накрая е принудена да се предаде само на 45 км от границата на Канада. По същото време драматичният „Поход на не персе“ е на първите страници на вестниците в Съединените щати.

## Име и език
Името на племето произлиза от френски и означава „пробит нос“, въпреки че такава практика не е била често срещана сред членовете му. Самите те се наричат Нимипу – нашите хора. Говорят език с два диалекта, класифициран към Сахаптинското езиково семейство, близък с езиците на уола уола и якима.

## Население
Джеймс Муни изчислява популацията на племето на около 4000 души през 1780 г. През 1805 г. Луис и Кларк записват, че са около 6000. До 1853 г. племето се стопява до около 1700 вследствие на епидемии. През 1937 г. са регистрирани общо 1426 не персе.В началото на 21 век племето има общо около 6500 записани членове.

## Подразделения
Подобно на останалите племена от Платото не персе не е единно племе, а съвкупност от множество малки автономни групи, носещи обикновено името на съответния поток на който е разположено основното им село. Общото между тях е единствено, че всички те се наричат „нимипу“ – „хора“. Групите се сближават повече и формират племенно единство по-късно заради необходимостта да се защитават по-ефективно от набезите на прерийните племена. По езиков принцип се подразделят на горни и долни.
Всяка група има едно или повече постоянни зимни села и няколко риболовни лагера. Групата е ръководена от мирновременни и военни вождове като военните вождове упражняват своята власт по време на конфликт. Вождовете обикновено са избирани по заслуги, но честа практика е и син да наследи баща си на поста. Властта на вождовете е ограничена от Съвета на старейшините формиран от всички вождове в групата и старите уважавани мъже. Решенията в Съвета винаги се взимат с консенсус. Жените не могат да избират и да бъдат избирани за вождове.
Групите са съставени от свързани разширени семейства. Всяко автономна село или група има водач, който отговаря само за собствените си последователи. Когато е необходимо да се вземе важно решение водачите на различните групи заедно с уважавани шамани, старейшини и ловни и военни лидери се срещат на общ съвет и се опитват да стигнат до консенсус.
Джон Рийд Суонтън дава следните имена на техните групи:
- Алпоуема – на Алпоуа Крий
- Аткаиуауипу – на устието на северния ръкав на река Клиъруотър
- Есниме (групата Слейд Крийк или индианците Салмън Ривър)
- Иласотино – в района на град Асотин във Вашингтон
- Хатуеме – на Хатуи Крийк
- Хесуеиуеуипу – на устието на Асотин Крийк
- Хинсепу – на Хенсис Фери на Гранд Ронд
- Имнама – на река Имнаха
- Инантоину – на устието на Джоузеф Крийк
- Исауиснемепу – близо до Зайндълс на Гранд Ронд
- Иуатоину – в района на Кендрик на Потлач Крийк
- Камиапу (също юяме) – в Камия на устието на Лоуърс Крийк
- Ламтама – на Салмън Ривър
- Лапуеме – на потоците Лапуай и Суитуотър
- Макапу – на Мака Крийк
- Паинима – близо до Пек на река Клиъруотър
- Пипуиниму – на Биг Кенън Крийк
- Сайксайкинпу – в горната част на южния ръкав на река Клиъруотър
- Саканма – между устията на Салмън Ривър и Гранд Ронд
- Салуепу – на средния ръкав на река Клиъруотър в Айдахо
- Сасано – на източната страна на Снейк Ривър, близо до град Асотин във Вашингтон
- Симинекемпу – до Люистън в Айдахо
- Таксехепу – на река Клиъруотър
- Таманму – до устието на Салмън Ривър
- Теуепу – до устието на Орофино Крийк
- Тойкнимапу – над Джоузеф Крийк на северната страна на Гранд Ронд
- Тсоколойкинма – мегжду Люистън и Алпоуа Крийк
- Тукеликликеспу – до Биг Еди
- Тукпаме – в долната част на южния ръкав на река Клиъруотър
- Тунехепу – до Джулиета на Потлач Крийк
- Уалуама – в долината Уилоу
- Уеуиме – до устието на Гранд Ронд
- Уиткиспу – на източната страна на Снейк Ривър, под Алпоуа Крийк
- Яктоину – на устието на Потлач Крийк
- Ятоину – на Пайн Крийк

Нуксиуепу, Сахатпу, Уауаипу, Алмотипу, Пинеуеуеуипу, Токалатоину и други групи живеят далеч надолу от Люистън по Снейк Ривър.
Едуард Къртис дава имената на 58 групи, които са групирани в 4 подразделения според местообитанието:
Снейк Ривър – от Туканон Крийк до Клиъруотър:
- Тукалатуину – на Снейк Ривър и Тексас Рапидс, над устието на Туканон Крийк
- Уитсуиуипу – под Рапария, Вашингтон, на малък поток северно от Снейк Ривър
- Пинеуеуипу – до Панауауа, Вашингтон
- Мамашепу – на северната страна на Снейк Ривър
- Аламотинапу – до Алмота, Вашингтон
- Атасуспу – на северната страна на Снейк Ривър, над Аламотинапу
- Уауауипу – в Уауауай, Вашингтон
- Сахатпу – на северната страна на Снейк Ривър, над Уауауипу
- Палотпу – на северната страна на Снейк Ривър, над Сахатпу
- Нусуемепу – от южната страна на Снейк Ривър, срещу Палотпу
- Имакуемепу – от северната страна на Снейк Ривър, над Нусуемепу
- Такохпу – от северната страна на Снейк Ривър, над Имакуемепу
- Уитсиспу – от северната страна на Снейк Ривър, над Такохпу
- Келаишунму – от южната страна на Снейк Ривър, срещу Уитсиспу
- Елпуоуи (Елпоуаима) – на устието на Алпоуа Крийк, Вашингтон
- Тукаиютпу – от южната страна на Снейк Ривър, над Елпуоуи
- Тсоколайкенме – от южната страна на Снейк Ривър, 8 км над Елпуоуи

Клиъруотър и притоците и:
- Шиминекенпу – от южната страна на Клиъруотър, в Люистън, Айдахо
- Мулмимпу – от северната страна на Клиъруотър
- Хатуеме – над Мулмимпу
- Тсиуиктепу – от северната страна на Клиъруотър, срещу Норд Лапуай, Айдахо
- Лепуеме – на устието на Лапуай Крийк, Айдахо
- Уилаламкатспу – от северната страна на Клиъруотър, над Лепуеме
- Пишнишу (пИШНИШЕПУ) – над Уилалайкатспу
- Ятоминпу – на устието на Потлач Крийк
- Тунахепу – на Потлач Крийк в Джулиет, Айдахо
- Иуатоину – на Потлач Крийк в Кендрик, Айдахо
- Якима наричат последните 3 групи Яка, по тяхното име на Потлач Крийк.
- Макапу – на Клиъруотър
- Ятоину – над Макапу
- Тушехепу – над Ятоину
- Тукайрикрикеспу – от южната страна на Клиъруотър, над Тушехепу
- Химкилипу – в Лънър, Айдахо
- Пайнимапу – малко над Агата, Айдахо
- Пипюйнимепу – на малък поток южно то Клиъруотър, в Пек, Айдахо
- Атскайуауипу – от северната страна на Клиъруотър в Асока, Айдахо
- Теуейуеуи (Теуепу) – на устието на Орофино Крийк в Орофино, Айдахо
- Мишепу – над Орофино, на устието на Джим Форк
- Камипу – от южната страна на Клиъруотър, на устието на Лоуър Крийк. Тази и още няколко малки групички се наричат колективно Уиеме
- Тукупеме – на устието на южния ръкав на Клиъруотър
- Тсайнешпу – на южния ръкав на Клиъруотър
- Питеиуеуипу – на устието на Котънууд Крийк
- Такетаспу – на средния ръкав на Клиъруотър
- Нукумеушпу – при сливането на южния ръкав на Клиъруотър и Силуей Крийк
- Кемнекепу – близо до извора на Клеър Крийк

Снейк Ривър – от Клиъруотър до Имнаха:
- Хесотоину – на устието на Асотин Крийк, Вашингтон
- Анатоину – при устието на Майл Крийк
- Хасуейуеуипу – на устието на малък поток срещу Асотин, Айдахо
- Уауаитспу – южно от Асотин на Снейк Ривър
- Илакапатпу – близо до устието на Кептън Джонс Крийк
- Хатауйшинме – на устието на Кептън Джонс Крийк, Айдахо
- Уеуиме – на малък поток вливащ се в Снейк Ривър, Айдахо
- Имахаипу – срещу Уеуиме, Вашингтон
- Инантоину (Уалуама, Уалоуа) – на Снейк Ривър, между Кептън Джонс Крийк и Гранд Ронд
- Саканма – на Снейк Ривър, от Гранд Ронд до Салмън Ривър
- Имнаха (Имнама) – в долината на река Имнаха, Орегон. Тази група включва няколко малки селца.

Салмън Ривър и притоците и:
- Таманмаму – около устието на Салмън Ривър в Айдахо
- Нипехеме – близо до Уайтбърд Крийк на Салмън Ривър, Айдахо
- Ламата (Ламтама) – на Уайтбърд Крийк. Тази група включва няколко малки групички по притоците на Салмън Ривър.

## Култура
Преди да се сдобият с коне в началото на 1700-те, живеят в полуподземни жилища, покрити с клони и пръст, водейки полуномадски начин на живот като ловци, риболовци и събирачи на диви храни. Използването на конете бързо променя начина им на живот, позволявайки им да търгуват със съседните племена и да предприемат ежегодни пътувания до равнините за лов на бизони. Контакта с племената от Великите равнини и Тихоокеанското крайбрежие внася промени в живота им като стила на обличане и нови жилища. Богатите степи в територията им позволява на племето да развъди едни от най-големите стада коне, превръщайки ги в квалифицирани животновъди.

### Жилища
Преди да се сдобият с коне, хората живеят в къщи покрити с растителен материал. През лятото се местят често в търсене на храна като за подслон използват навеси (leanto), състоящи се от дървена рамка, покрит и с рогозки. Зимните, постоянни жилища представляват дървени структури от пръти построени около големи ями покрити с кедрова кора, пелин, трева и пръст. Във всяко жилище обикновено се помещават няколко семейства, а едно село може да се състои от пет или шест такива домове. Когато конете увеличават мобилността им и контакт с други племена зачестяват, започват да строят по-големи и по-сложни домове, достигайки понякога до 30 м дължина и побиращи повече семейства. Също така започват да използват редовно и типитата.

### Облекло
Традиционното им облекло било изработвано от кедрова кора и еленови и заешки кожи. Мъжете носели набедреник, мокасини и наметала в по-топлото време, а през зимата слагали кожени ризи и гамаши. Жените носели рокли и характерните шапки, изплетени от изсушени листа и растителни влакна. След като пристига конят, възприемат прерийният стил на обличане.

### Политическа организация
Като при много от групите в Платото, и при не персе липсва обща племенна организация. Основно политическо обединение е местната група, състояща се от няколко свързани разширени семейства. Всяка група е автономна и има най-малко едно зимно постоянно село и няколко временни риболовни лагера. Някои райони за препитание са считани за обща племенна собственост. Групата обикновено носи името на потока или реката, на които е построено основното село. Групата се ръководи от мирновременен вожд и Съвет на старейшините. Вождовете били избирани по заслуги, но имало и случаи синове да наследяват бащите си. Жените не могат да бъдат избирани за вождове. По време на конфликт командва военен вожд. Когато трябва да се вземе важно решение, отделните вождове на групите заедно с уважавани старци и шамани се събират на общ съвет и се опитват да стигнат до консенсус.

### Брак, семейство
Всички изработени неща са собственост на този, който ги е направил, но мъжът се счита за собственик на цялото имущество при необичайните и редки случаи на развод. Младите неженени мъже спели заедно в колибата за изпотяване, която служела и като младежки клуб. Жените обикновено се омъжвали след навършване на 14 години. Полигамията била обща. Абортите и разводите много редки. Прелюбодеянието се наказвало строго.

### Прехрана
Водели полуномадски начин на живот, следвайки сезоните. През топлото време ловували и събирали диви растителни храни, а в студеното време ловяли риба в реките и езерата. Рибата, особено сьомгата е основна храна и голяма част от улова се съхранявал за зимата. Храните от животински произход включват елени, лосове, планински овце, зайци и други дребни животни. След като се сдобиват с коне ежегодно започват да посещават Равнините да ловуват бизони. Жените събирали корени камас, диви моркови и лук и горски плодове. Други храни включват птици и птичи яйца.

### Религиозни вярвания
Религиозните им вярвания са центрирани около сдобиването с духове-помощници. Вярвали, че всички живи същества и самата природна среда са тясно свързани помежду си и отделно с хората. Всеки не персе имал връзка с природата под формата дух-помощник или „уякин“. По време на пубертета всеки трябвало да се сдобие с такъв дух-помощник. Младежите напускали селото и отивали на усамотени места, където постели и се молели, за да намерят своя „уякин“. Той се явявал на младежа по време на сън или видение под формата на някакъв предмет или животно и му ставал помощник за цял живот.
До договора от 1863 г. като цяло не пресе са били предразположени към белите заселници и християнските мисии в региона. Но с продължаващата загуба на племенни земи, християнството се превръща в основен проблем за разцепление в племето. Бялата култура не само въвежда нови инструменти и оръжия, но и въздейства необратимо върху традиционния начин на живот. Епидемиите, уискито и загубата на земя са други фактори, които водят до отчаяние хората. С течение на времето тези промени и катаклизми водят до появата на редица Пророчески движения, които са насочени към възстановяване на традиционните религия и начин на живот и изгонването на белите от областта.

## История
Някъде около 1730 г. не персе се сдобиват с коне и от полуномади ловци, риболовци и събирачи бързо се превръщат в ловци на бизони. Те бързо стават майстори в ездата и животновъди. Няколко десетилетия на мирен лов и търговия приключват около 1775 г., когато чернокраките, въоръжени с огнестрелно оръжие получено чрез търговията с кожи с белите търговци, започват дълъг период на конфликти в западна Монтана. Така, доста преди да срещнат първите бели, не персе са били изложени на въздействието на евро-американската технология.

### Среща с европейците
Първата среща на не персе с белите е през 1805 г., когато помагат на изнемощялата експедиция на Луис и Кларк да преживее зимата и да стигне безпрепятствено до Тихия океан. През следващите 50 години племето се хвали, че никога не са убивали бял човек.През следващите няколко десетилетия, племето създава приятелски отношения с френско-канадските и американски търговци на кожи, с мисионерите и заселници. По искане на племето методисткият свещеник Хенри Спалдинг основава мисия близо до Лапуай през 1836 г. Три години по-късно е основана друга мисия в Камия.
Броят на белите заселници в Северозапада се увеличава през средата на 1800-те, но не персе успяват да избягват много от конфликтите, които тормозят други племена в района.

### Отношения със САЩ
През 1855 г. губернаторът на Територията Уошингтън, Айзък Стивънс свикал вождовете им на съвет. На съвета племето се разделя на две, едни се отказват от земите си за сметка на резерват, а останалите не искали да се разделят със земята си. През 1865 г. им е предоставен нов договор, с който се отнема долината Уолоуа и 3/4 от останалата им територия като им се оставя един малък резерват в Айдахо. Повечето от вождовете отказват да подпишат договора, който наричат Договора на крадците. Пред многократните им протести пред властите, накрая на 16 юни 1873 г. президента Юлисис Грант закрива долината Уолоуа за заселване и забранява на белите да влизат в нея. Но заселниците не спазват закона и продължават да пасат добитъка си в долината. На всичкото отгоре пристигат и множество златотърсачи, а търговците постоянно крадяли конете на индианците. Във Вашингтон белите политици обвинявали за безредиците и кражбите не персе и постоянно парадирали, че са заплаха за мира в района.

### Дългия поход за свобода
Две години след това долината Уолоуа отново е отворена за заселване, а на групите на племето, живеещи в долината е даден разумен срок да се преместят. Те обаче отказват и през май 1877 г. генерал Оливър Отис Хауърд с достатъчен брой войници пристига в долината, за да ги принуди да се изселят. Генералът свиква вождовете, водени от Джоузеф, на съвет и им дава 30-дневен срок да организират преместването си. За да спазят срока, хората са принудени да изоставят повечето си добитък, а когато достигат Снейк Ривър и се канят да я преплуват, банда търговци напада стадата им. За да спасят останалите животни, те натирват стадото в буйната река, чиито води са придошли от пролетното топене на снега и много от животните се издавили. По-огорчени и унижени от всяког, а хората поискали от Джоузеф да спре похода в каньона Роки и да свика съвет. На съвета повечето от воините били за война, но Джоузеф не отстъпва и нарежда похода да продължи. Една нощ по време на дългия преход група младежи се измъкват от лагера и нападат близките ферми като убиват 11 заселници. Като научава за това Джоузеф разбира, че сега вече не могат да отидат в резервата, тъй като ще им потърсят сметка за убийствата. На последвалия съвет е решено да бягат в Канада. Генерал Хауърд започва преследване и първата битка се състои в каньона Уайт Бърд. С поредица от ловки маневри индианците постоянно се измъкват от преследвачите и на 9 август 1877 г. се установяват за кратка почивка на река Биг Хол преди последния преход към границата. Вождовете знаят, че войниците на Хауърд са далеч зад тях, но не подозират, че полковник Джон Гибън се приближава от изток, за да им пресече пътя. На разсъмване Гибън атакува изненадващо спящия лагер. В последвалата суматоха повече от 80 не персе намират смъртта си, докато бойците се организират и отблъснат войниците. Водени от Бялата птица и Жълтия вълк, воините изтикали войниците и ги обградили, и ако генерал Хауърд не бил пристигнал навреме щели да ги избият до крак. Междувременно вождът Джоузеф ръководи отстъплението на несражаващите се. По-късно воините ги настигат и продължават похода си. На 23 септември преплуват Мисури и се установяват за почивка в планината Беър Поу преди последния преход до Канада, без да подозират, че генерал Нелсън Майлс е наблизо и ги търси. На 29 септември разузнавачите на Майлс откриват лагера им и войниците ги обкръжават. След няколко дни пристига и генерал Хауърд и бягството станало немислимо. Въпреки големия брой войници не персе се сражават храбро и много от изтъкнатите им воини биват убити. Накрая, на 5 октомври са принудени да се предадат. Само 18 непримирими бойци успяват да пробият блокадата и да се измъкнат. Останалите са третирани като военнопленници и са извозени от армията до Форт Левънуърт, Канзас. След като 100-тина от тях умират, преместват останалите в Индианската територия. Тук престояват до 1885 г., когато на останалите живи 285 не персе е разрешено да се завърнат в резервата Лапуай в Айдахо. Вожда Джоузеф и 150 други, считани за „особено опасни“ са прехвърлени в резервата Колвил, Вашингтон, където изживяват дните си в изгнание.